# Herbstkummer, WAB 72
Herbstkummer (Chagrin d'automne), WAB 72 est un lied composé par Anton Bruckner en 1864.

## Historique
Bruckner a composé ce lied sur un texte de "Ernst", en avril 1864 lors de son séjour à Linz. On ignore pour quelle raison le lied a été composé,,.
Le manuscrit original est perdu, mais une copie est conservée dans les archives de l'Österreichische Nationalbibliothek. Une transcription par Emil Posch se trouve également trouvé dans les archives de la ville de Linz,. Durant les années 1930, l'œuvre a été publiée dans le Volume III/2, pp. 152-157 de la biographie Göllerich/Auer. Le lied est édité dans le Volume XXIII/1, no 3 de la Bruckner Gesamtausgabe.

## Texte
Le lied utilise un texte de "Ernst".
| Die Blumen vergehen, der Sommer ist hin, Die Blätter verwehen. Das trübt mir den Sinn. Ein Röslein, das bracht' ich im Sommer ins Haus, Es hält ihn, so dacht' ich, den Winter wohl aus. Die Vögelein sangen, es lauschte der Hain, Die Rehlein, sie sprangen im Mondenschein, Der Blümlein so viel hier erblühten im Tal, Von allen gefiel mir das Röslein zumal. Der Herbst ist gekommen, der Sturm braust heran, Die Luft ist verglommen, der Winter begann. Gern wollt' ich nicht klagen um Stürme und Schnee, Könnt's Röslein ertragen das eisige Weh! O schon' mir die Zarte, das liebliche Kind, Die Eiche, die harte, umbrause du, Wind! Blüh', Röslein, ohn' Bangen, von Liebe bewacht, Bis Winter vergangen und Mai wieder lacht! | Les fleurs se fanent, l'été est fini, Les feuilles volent. Ça me trouble. Une petite rose, qui j'avais apporté l'été à l'intérieur, Je pensais, pourrait survivre à l'hiver. Les oiseaux chantaient, le bosquet écoutait, Le cerfs sautaient au clair de lune, Les nombreuses fleurs fleurissaient dans la vallée, Dont la petite rose était ma préférée. L'automne est là, la tempête mugit, L'air a fraîchi, l'hiver a débuté. Je ne voudrais pas me lamenter sur les tempêtes et la neige, Si la petite rose pouvait résister aux frimas ! O vent, épargne la fragile et belle enfant, Mugis plutôt autour du robuste chêne ! Fleuris sans peur, petite rose, gardée avec amour, Jusqu'à ce que l'hiver finisse et mai sourisse à nouveau ! |

## Composition
Le lied de  62 mesures en mi mineur est conçu pour voix soliste et piano. L'ambiance émotionnelle du texte romantique est soulignée par les triolets du piano, les développements chromatiques, les points d'orgue, les pauses et le contraste mi majeur/mi mineur.

## Discographie
- Marie Luise Bart-Larsson (soprano), Gernot Martzy (piano), Kammermusikalische Kostbarkeiten von Anton Bruckner – CD : Weinberg Enregistrements SW 01 036-2, 1996
- Robert Holzer (basse), Thomas Kerbl (piano), Anton Bruckner Lieder/Magnificat – CD : LIVA 046, 2011. NB: transposé en si mineur.
- Elisabeth Wimmer (soprano), Daniel Linton-France (piano) : Bruckner, Anton – Böck liest Bruckner II – CD : Gramola 99237, 2020
- Calmus Ensemble Herbstkummer, WAB 72 - Bruckner Vocal – Carus, 2023 (arr. Rathbone pour quatuor vocal)
- Günther Groissböck (basse), Malcolm Martineau (piano) - Männerliebe und Leben – CD Gramola 99294, 2024

## Sources
- August Göllerich, Anton Bruckner. Ein Lebens- und Schaffens-Bild, vers 1922 – édition posthume par Max Auer, G. Bosse, Ratisbonne, 1932
- Anton Bruckner – Sämtliche Werke, Band XXIII/1: Lieder für Gesang und Klavier (1851-1882), Musikwissenschaftlicher Verlag der Internationalen Bruckner-Gesellschaft, Angela Pachovsky (Éditeur), Vienne, 1997
- Cornelis van Zwol, Anton Bruckner 1824-1896 – Leven en werken, uitg. Thot, Bussum, Pays-Bas, 2012.  (ISBN 978-90-6868-590-9)
- Uwe Harten, Anton Bruckner. Ein Handbuch. Residenz Verlag, Salzbourg, 1996.  (ISBN 3-7017-1030-9).
- Crawford Howie, Anton Bruckner - A documentary biography, édition révisée en ligne